# Darius Harris
* solo in precampionato o in squadra di allenamento
Darius Leseaun Harris (Horn Lake, 17 gennaio 1996) è un giocatore di football americano statunitense che milita nel ruolo di linebacker per i Dallas Cowboys della National Football League (NFL).

## Carriera

### Kansas City Chiefs
Dopo avere disputato quattro stagioni alla Middle Tennessee University, Harris firmò con i Kansas City Chiefs il 29 aprile 2019. Il 24 luglio fu inserito nella lista degli infortuni non legati al football per recuperare da un problema alla spalla subito nel finale della sua carriera nel college football, trascorrendovi tutta la stagione.
Harris fece ritorno ai Chiefs nella stagione successiva ma fu svincolato il 5 settembre 2020. Il giorno successivo tuttavia rifirmò con la squadra di allenamento. Il 30 settembre fu promosso nel roster attivo.
Il 9 ottobre 2021 Harris fu svincolato dai Chiefs, dopo di che rifirmò con la squadra di allenamento. Il 2 febbraio 2022 firmò un nuovo contratto da riserva. Nella stagione 2022 vide aumentare considerevolmente il minutaggio in campo, disputando per la prima volta tutte le 17 partite, di cui 4 come titolare, con i nuovi primati personali in tackle (43) e sack (1,5).

### Las Vegas Raiders
Il 1º agosto 2023 Harris firmò con i Las Vegas Raiders. Il 12 agosto 2023, durante il training camp estivo, Harris fu inserito nella lista degli infortunati, comportando questo che non avrebbe potuto più giocare in stagione.
Il 16 agosto 2023 fu svincolato direttamente dalla lista riserve/infortunati. Due mesi dopo, il 24 ottobre 2023, firmò quindi per la squadra di allenamento dei Raiders.

### Kansas City Chiefs (2° periodo)
Il 31 ottobre 2023 Harris lasciò la squadra di allenamento dei Raiders per firmare nuovamente con i Chiefs. Svincolato il 16 dicembre fu aggiunto alla squadra di allenamento tre giorni dopo. Il 26 gennaio 2024 fu promosso nel roster attivo.

### Dallas Cowboys
Il 6 agosto 2024 Harris firmò con i Dallas Cowboys.

## Palmarès
- Super Bowl : 3

Kansas City Chiefs: LIV, LVII, LVIII
- American Football Conference Championship: 4

Kansas City Chiefs: 2019, 2020, 2022, 2023